# Alba Regia (Auto)
Der Alba Regia war ein ungarischer Kleinwagen aus Székesfehérvár.
Der Techniker Jószef Horváth stellte 1955 im Rahmen des Törpeautó-programs einen Kleinwagen vor. Das Fahrzeug hatte vier Räder und ähnelte entfernt dem Goggomobil. Die Pontonkarosserie in Stufenheckform mit zwei Selbstmördertüren bot Platz für vier Personen. Für den Antrieb sorgte ein Motorradmotor mit 350 cm³ Hubraum, der im Heck angeordnet war. Die Höchstgeschwindigkeit des Fahrzeugs lag bei 50 km/h. Zu einer Serienfertigung kam es nicht.